# Alalomantis muta
Alalomantis muta är en bönsyrseart som beskrevs av Wood-mason 1882. Alalomantis muta ingår i släktet Alalomantis och familjen Mantidae. Inga underarter finns listade i Catalogue of Life.